# Elfriede Jelinek – Die Sprache von der Leine lassen
Elfriede Jelinek – Die Sprache von der Leine lassen ist ein Dokumentarfilm von Regisseurin Claudia Müller über die Nobelpreisträgerin und Autorin Elfriede Jelinek.

## Handlung
Die 1946 geborene Elfriede Jelinek besuchte in ihrer Kindheit in Wien eine streng geführte Klosterschule, wuchs mit einem psychisch schwer kranken Vater und einer dominanten Mutter auf, die eine musikalische Laufbahn für ihre Tochter vorgesehen hatte. Im Alter von 14 Jahren beherrschte sie verschiedene Instrumente und hatte keine Möglichkeit, ihre Freizeit selbstbestimmt zu gestalten. Sie entwickelte eine Angststörung, die es ihr erschwerte, das Haus zu verlassen.
Zu schreiben begann Elfriede Jelinek früh, um den an sie gestellten Anforderungen als „dressiertes musikalisches Wunderkind“ zu entkommen. Ihre frühen Texte behandelten Themen wie Gewalt gegen Frauen und Sexismus. Später befasste sie sich intensiv mit der Nicht-Aufarbeitung der NS-Vergangenheit in Österreich, was ihr den Ruf als „Nestbeschmutzerin“ einbrachte.

„Dann Geschrei, Lärm gegen meine bloße Vorhandenheit, ein Wahlplakat der Rechten, die mich aus Kunst und Kultur ausgestoßen sehen wollten.“

Der Film stellt Jelineks künstlerischen Umgang mit Sprache, den „kontrollierten Kontrollverlust“, in den Mittelpunkt und setzt sich eingehend mit ihrer öffentlichen Wahrnehmung auseinander. Ihre Werke erhielten zahlreiche Auszeichnungen, und ab den 1960er-Jahren schuf sie ein komplexes und facettenreiches Werk, das zahlreiche literarische Bereiche bediente. Sie wurde 2004 mit dem Nobelpreis für Literatur ausgezeichnet und ist somit die erste österreichische Nobelpreisträgerin für Literatur.

## Hintergründe und Produktion
Regisseurin Claudia Müller hat für ihren Dokumentarfilm Interviews und Texte aus 50 Jahren zusammengetragen. Mittels Archivmaterials und verschiedener Tonaufnahmen konzentriert sich der Dokumentarfilm auf die Perspektive Jelineks als erzählende Person.

## Rezensionen
Die Schriftstellerin Elke Schmitter schrieb in der Wochenzeitung Die Zeit: „Diese Bilder und Szenen einer Kindheit aus Drangsal und Ertüchtigung sind so beklemmend, und dieses Österreich aus entfesselten Trachtenträgern, aus roher Gewalt und gemütlicher Infamie ist derart furchterregend, dass man sich über keinen literarischen Ekel mehr wundern kann.“
Eine Filmkritik von Peter Gutting im Magazin Kinozeit lautet: „Der Film will mit Recht jede Psychologisierung vermeiden und das Werk nicht aus dem Leben erklären. Dennoch ermöglicht die Montage der vielfältigen persönlichen und zeitgeschichtlichen Materialien das unbefangene Kennenlernen einer Person und ihrer Biografie, die von öffentlichen Kontroversen, Polarisierungen und Vorurteilen quasi verschüttet wurde. Man kann sie hier in Ruhe neu entdecken und Bezüge herstellen zwischen der Härte ihres Schicksals und der Kompromisslosigkeit ihres Schreibens. Der assoziative Bilderfluss erzeugt eine Empathie, die das Publikum nicht kalt lässt. Er lässt nachempfinden, was ihr widerfahren ist, weil es anschlussfähig wird an eigene Erlebnisse. Das macht Lust, ihr Werk neu zu entdecken.“
Julia Haungs von SWR2 schrieb: „Regisseurin Claudia Müller verwandelt Jelineks ‚musikalischen Fluss von Stimmen und Gegenstimmen‘ zu einem visuellen Montagefluss, der das Werk der wohl umstrittensten und produktivsten Ausnahmekünstlerin wie ein Kunstwerk ausstellt.“

## Auszeichnungen
- 2022 FIPRESCI-Preis im Rahmen des Filmfests München
- 2023 Bester Dokumentarfilm im Rahmen des Deutschen Filmpreises, eine Nominierung erhielt Editorin Mechthild Barth.
- 2023 Bester Dokumentarfilm im Rahmen des Österreichischen Filmpreises
- 2023 Romy in der Kategorie Beste Dokumentarfilm Kino[9]